# Alfried Krupp von Bohlen und Halbach-Stiftung
Die Alfried Krupp von Bohlen und Halbach-Stiftung ist eine gemeinnützige Stiftung bürgerlichen Rechts. Sie wurde von Alfried Krupp von Bohlen und Halbach gegründet. Mit seinem Tod am 30. Juli 1967 ging sein gesamtes Privatvermögen sowie das Vermögen der Friedrich Krupp AG auf die von ihm errichtete Stiftung über, die ihre Tätigkeit am 1. Januar 1968 aufnahm. Vorsitzender des Kuratoriums der Stiftung war vom 1. Januar 1968 bis zu seinem Tode am 30. Juli 2013 Berthold Beitz. Am 1. Oktober 2013 übernahm Ursula Gather den Vorsitz des Kuratoriums, in das sie 2011 berufen worden war.
Als größte Aktionärin des heutigen Thyssenkrupp-Konzerns verwendet die Stiftung die ihr zufließenden Erträge ausschließlich für gemeinnützige Zwecke und fördert Projekte in den in der Satzung festgelegten Bereichen Wissenschaft, Kunst und Kultur, Bildung, Gesundheit und Sport. Seit 1968 hat sie dafür 687,7 Millionen Euro ausgegeben. Das Stiftungsvermögen belief sich Ende 2023 auf rund 0,8 Milliarden Euro.

## Geschichte
Am 1. April 1967 gab Alfried Krupp von Bohlen und Halbach in einer Ansprache vor den Jubilaren des Unternehmens in der Villa Hügel bekannt, die Firma Fried. Krupp über eine Stiftung, die Ausdruck der dem Gemeinwohl verpflichteten Tradition des Hauses Krupp sein soll, in eine Kapitalgesellschaft umzuwandeln. Er begründete dies mit der „... Tradition des Hauses Krupp, erwerbswirtschaftliche Überlegungen – so wichtig sie auch sind – nie isoliert vom Gebot der Sozialverpflichtung des persönlichen Eigentums zu sehen.“ Die Umwandlung erschien Alfried Krupp als beste Lösung, nicht nur den modernen wirtschaftlichen Erfordernissen der Zeit zu entsprechen, sondern auch für die Sicherung der Unternehmensnachfolge. Bereits in den 1950er Jahren gab es Überlegungen zwischen Krupp und seinem Generalbevollmächtigten Berthold Beitz zu einer Stiftungslösung. Im September 1966 verfasste Alfried Krupp sein Testament und errichtete darin eine rechtsfähige, gemeinnützige Stiftung, die er als Alleinerbin seines gesamten Privat- und Firmenvermögens einsetzte. Als Testamentsvollstrecker berief er neben Berthold Beitz, seinen Sohn Arndt von Bohlen und Halbach und den Frankfurter Juristen Dedo von Schenck. Nur durch den Erbverzicht seines Sohnes Arndt sowie eine jährlich zu zahlende Geldsumme wurde die Stiftung ermöglicht.
Mit dem Tod von Alfried Krupp am 30. Juli 1967 trat das Testament in Kraft. Die Alfried Krupp von Bohlen und Halbach-Stiftung nahm am 1. Januar 1968 ihre Tätigkeit auf. Die Firma Krupp wurde in die Kapitalgesellschaft Fried. Krupp GmbH umgewandelt, deren sämtliche Geschäftsanteile bei der Alfried Krupp von Bohlen und Halbach-Stiftung lagen.
Die Stiftung dient ausschließlich und unmittelbar gemeinnützigen Zwecken und agiert in den Satzungsbereichen Wissenschaft, Erziehungs- und Bildungswesen, Gesundheitswesen, Sport und der Literatur, Musik und bildenden Kunst. Es werden Projekte gezielt am Stiftungssitz in Essen und in der Ruhr-Region sowie im In- und Ausland gefördert. Die Stiftung ist dabei politisch und konfessionell unabhängig.
Der Stiftungszweck wird verwirklicht insbesondere durch die Förderung:
- wissenschaftlicher Einrichtungen, Forschungsvorhaben und Publikationen
- der Aus- und Weiterbildung junger Menschen
- von Sportvereinen, sportbezogenen Einrichtungen und der Germania VI
- von Museen, künstlerischen Projekten und kulturgeschichtlichen Einrichtungen
- von Veranstaltungen
- von Einrichtungen der Gesundheitsfürsorge
- sowie durch die Vergabe von Stipendien und Preisen

## Organisation
Die Alfried Krupp von Bohlen und Halbach-Stiftung ist eine selbständige Stiftung des bürgerlichen Rechts im Sinne des Stiftungsgesetzes des Landes Nordrhein-Westfalen. Sie ist eine voll rechtsfähige juristische Person, die im Innen- und Außenverhältnis ausschließlich dem in der Satzung definierten Zweck verpflichtet ist. Die Alfried Krupp von Bohlen und Halbach-Stiftung untersteht der Aufsicht durch die Bezirksregierung Düsseldorf und verfolgt ausschließlich und unmittelbar steuerbegünstigte Zwecke im Sinne der Abgabenordnung.

### Gremien
Die Gremien der Stiftung sind das Kuratorium und der Vorstand. Das Kuratorium ist dafür verantwortlich, dass die Stiftung die in ihrer Satzung festgelegten Zwecke erfüllt. Es legt die Grundsätze der Verwaltung des Stiftungsvermögens fest, überwacht deren Ausführung und bestimmt die Verwendung der Vermögenserträge. Zu seinen Aufgaben zählen ferner die Genehmigung des Jahresabschlusses, die Kontrolle der Wirtschaftsführung, die Entgegennahme der Rechenschaftsberichte des Vorstands und seine Entlastung. Laut Satzung hat das Kuratorium der Stiftung mindestens neun und höchstens 12 Mitglieder.
Derzeit ist das Kuratorium mit Ursula Gather (Vorsitzende seit 2013), Christoph M. Schmidt (Stell. Vorsitzender seit 2020), Isabel Corinna Knauf, Thomas Brandt, Rainer Esser, Ulrike Groos, Armin Laschet, Sabine Lautenschläger, Bernd Pischetsrieder, Gabriele Sadowski und Kersten von Schenck besetzt.
Die organschaftliche Vertretung der Alfried Krupp von Bohlen und Halbach-Stiftung obliegt dem Vorstand, der laut Satzung aus mindestens zwei Mitgliedern besteht. Diese werden vom Kuratorium ernannt und abberufen. Der Vorstand führt die laufende Verwaltung des Stiftungsvermögens, verantwortet die Ausrichtung der Förderprojekte und vertritt die Stiftung im Rechtsverkehr. Dem Vorstand gehören aktuell Volker Troche (seit 2011) und Michaela Muylkens (seit 2023) an.

### Vermögensverwaltung
Die Stiftung ist mit 20,93 % die größte Anteilseignerin der thyssenkrupp AG. Seit der Kapitalerhöhung 2013 entsendet sie zwei statt zuvor drei Mandate in den Aufsichtsrat. Der Buchwert des Stiftungsvermögens beträgt etwa 0,8 Mrd. € (Dezember 2023). Die Stiftung kann frei über ihre Vermögenswerte verfügen.
Die Erträge aus der Beteiligung sind die Einnahmequelle der Stiftung. Aus Dividendeneinnahmen der thyssenkrupp-Aktien erhielt die Stiftung zwischen 2010 und 2022 insgesamt 248,6 Mio. €. Seit 1968 hat sie sich mit 687,7 Mio. € an Fördermitteln engagiert. Im Jahr 2022 hat sie 54 Projekte mit insgesamt 4,8 Mio. € gefördert. Der regionale Schwerpunkt der Förderung liegt mit 73,26 % im Ruhrgebiet. In Deutschland (ohne Ruhrgebiet) sind es 23,62 % und im Ausland 3,12 %.
Die Organe der Stiftung müssen dafür sorgen, dass das Stiftungsvermögen dauerhaft als Ertragsgrundlage für die Verfolgung der gemeinnützigen Zwecke erhalten bleibt. Die Satzung sieht vor, dass die Stiftung bei Entscheidungen, die sich auf ihre Beteiligung an der das Unternehmen Fried. Krupp fortführenden Kapitalgesellschaft beziehen, im Geiste des Stifters und seiner Vorfahren handelt. Die Einheit des Unternehmens ist möglichst zu wahren und seine Entwicklung zu fördern. Beide Ziele sind dem gemeinnützigen Stiftungszweck nachgeordnet.
In diesem Zusammenhang wurde nach dem 2024 beschlossenen Verkauf von 20 Prozent des Stahlgeschäftes an die Investmentgruppe EP Corporate Group (EPCG) des tschechischen Unternehmers Daniel Křetínský Kritik von Arbeitnehmerseite an der Stiftung laut: Diese hätte nicht nur die Verpflichtung zu den gemeinnützigen Zwecken, sondern als immer noch bedeutende Anteilseignerin der thyssenkrupp AG im Sinne der Unternehmenstradition auch die Interessen der Belegschaft zu wahren, was durch den Investoreneinstieg als gefährdet angesehen wird.
Die Stiftung wies diese Vorwürfe zurück, sie nehme ihre Verantwortung als Aktionärin der thyssenkrupp AG ernst. Sie sei nach ihrer Satzung lediglich zur Förderung von Wissenschaft, Bildung, Kunst und Kultur, Gesundheit und Sport verpflichtet. Diesen Stiftungsauftrag jetzt mit mangelnder Sorge um die thyssenkrupp Mitarbeitenden gleichzusetzen, sei eine Verdrehung der Tatsachen und Vermischung von Sachverhalten.

#### Kennzahlen
|                               | 2010  | 2011  | 2012  | 2013 | 2014 | 2015  | 2016  | 2017 | 2018 | 2019 | 2020 | 2021 | 2022 |
| ----------------------------- | ----- | ----- | ----- | ---- | ---- | ----- | ----- | ---- | ---- | ---- | ---- | ---- | ---- |
| Förderaufwand (Mio. €)        | 10,55 | 17,77 | 10,07 | 1,95 | 2,65 | 13,38 | 16,98 | 4,91 | 4,67 | 8,45 | 5,0  | 2,5  | 4,8  |
| Einnahmen (Mio. €)            | 39,1  | 58,6  | 58,6  | 0    | 0    | 14,3  | 19,5  | 19,5 | 19,5 | 19,5 | 0    | 2,1  | 0    |
| Dividende der thyssenkrupp AG | 0,45  | 0,45  | 0,00  | 0,00 | 0,11 | 0,15  | 0,15  | 0,15 | 0,15 | 0,00 | 0,00 | 0,00 | 0,00 |

| Bereich          | Förderung in Mio. € |
| ---------------- | ------------------- |
| Kunst und Kultur | 159,9               |
| Wissenschaft     | 222,2               |
| Bildung          | 89,8                |
| Gesundheitswesen | 192,5               |
| Sport            | 21,6                |
| 150 Projekte     | 1,5                 |

### Standort und Bereiche
Die Stiftung ist Eigentümerin der Villa Hügel und des Hügelparks, die denkmalgerecht erhalten werden und für Besucher zugänglich sind. Das ehemalige Gästehaus, das sich gegenüber der Villa Hügel im weitläufigen Hügelpark befindet, ist seit 1968 Sitz der Alfried Krupp von Bohlen und Halbach-Stiftung.

#### Villa Hügel
Die Villa Hügel wurde 1870–1873 nach Alfred Krupps Vorstellungen errichtet und ist das ehemalige Wohn- und Repräsentationshaus der Industriellenfamilie Krupp. Die Villa verfügt auf mehr als 11.000 Quadratmetern Wohn- und Nutzfläche über 399 Räume und liegt im 41 Hektar großen zugehörigen Hügelpark über dem Ruhrtal und dem Baldeneysee. In der Villa hat auch die Kulturstiftung Ruhr ihren Sitz. Teile der Villa sind für die Öffentlichkeit zugänglich.

#### Hügelpark
Der Hügelpark ist die zur Villa Hügel gehörige Parkanlage, die Alfred Krupp ab 1869 plante und errichten ließ. Der heutige Hügelpark befindet sich nicht mehr in seinem ursprünglichen Zustand. Von den 1950er bis zu den 1970er Jahren wurde die Anlage weitgehend nach Vorbild eines Englischen Gartens umgestaltet. Die zwei unterschiedlichen Ebenen im Bereich südlich der Villa sind heute nach weiteren Umgestaltungen wieder zu erkennen. Von den insgesamt über 50 Gebäuden auf dem Gelände der Villa Hügel sind neben dem Haupthaus die drei Portiergebäude, das Gäste- und das Spatzenhaus sowie der Koksbunker erhalten geblieben. Die Parkanlage ist eingebunden in das European Garden Heritage Network. Der Hügelpark und die Villa Hügel sind gegen Eintritt öffentlich zugänglich.

#### Historisches Archiv Krupp
Das Historische Archiv Krupp ist das älteste deutsche Wirtschaftsarchiv und blickt auf eine mehr als hundertjährige Geschichte zurück. Bereits im Jahr 1905 gründeten die Fried. Krupp AG und die Eigentümerfamilie ein Werks- und ein Familienarchiv. Beide wurden Mitte der 1950er Jahre in der Villa Hügel zum Historischen Archiv Krupp zusammengeführt. Es hat seinen Standort in Räumen des Kleinen Hauses der Villa Hügel. Das Historische Archiv Krupp verwahrt Unterlagen im Gesamtumfang von rund zehn Regal-Kilometern, darunter auch 2,5 Millionen Fotografien sowie 5.000 Filme und Tonträger. Das älteste Dokument stammt aus dem Jahr 1437, der Großteil jedoch aus dem 19. und 20. Jahrhundert. Auch bei der Deutschen Digitalen Bibliothek sind Bestände des Archivs verfügbar.

## Aktivitäten

### Kunst und Kultur
Die Förderung von längerfristig wirksamen Vorhaben im Bereich Literatur, Musik und Bildender Kunst sowie die Förderung junger Künstler im Rahmen der Programme Kataloge für junge Künstler und Zeitgenössische deutsche Fotografie steht im Mittelpunkt des Bereiches Kunst und Kultur. Die Stiftung beschränkt sich bewusst auf ausgewählte Bereiche, in denen sie nachhaltige Wirkung erzielen kann. Hierzu gehörte auch die Finanzierung des Neubaus des Museum Folkwang mit 55 Mio. € oder die langjährige Förderung der Kulturstiftung Ruhr.

#### Museum Folkwang
Im Jahr 2006 hat die Stiftung entschieden, der Stadt Essen den Neubau des Museum Folkwang als alleinige Förderin zu ermöglichen. Architekt des Museums ist David Chipperfield. Im Januar 2010 wurde der Neubau des Museum Folkwang eröffnet. Von 2015 bis 2021 ermöglichte die Stiftung den freien Eintritt in die ständige Sammlung des Museum Folkwang.

#### Fotografie
Seit 1979 arbeitet die Stiftung mit der Fotografischen Sammlung des Museum Folkwang in Essen zusammen und unterstützt dabei Publikationen und Ankäufe von Nachlässen. 1994 hat sie eine Stiftungsprofessur zur „Geschichte und Theorie der Fotografie“ an der heutigen Universität Duisburg-Essen eingerichtet. Die Stipendienprogramme Zeitgenössische deutsche Fotografie und Museumskuratoren für Fotografie dienen der Förderung des künstlerischen und kuratorischen Nachwuchses. Die Stiftung engagiert sich von Anfang an für das Zentrum für Fotografie Essen, das den Grundstein für das Bundesinstitut für Fotografie in Essen legen soll.

#### Junge Künstlerinnen und Künstler
Seit 1982 hat die Stiftung im Programm „Kataloge für junge Künstler“ mehr als 100 Katalogförderpreise vergeben. Diese dienen als Starthilfe am Beginn einer noch offenen Karriere.

#### Thomas Mann Fellowships
Das ehemalige Wohnhaus von Thomas Mann in Pacific Palisades in der Nähe von Los Angeles wurde im November 2016 vom Auswärtigen Amt erworben, um es im Gedenken an die Zeit des deutschen Exils zu erhalten und zu einer Begegnungsstätte für den transatlantischen Diskurs auszubauen. Kernstück des Programms sind die Thomas Mann Fellowships, deren Teilnehmer während ihrer Aufenthalte Debatten zu grundlegenden Gegenwarts- und Zukunftsthemen anstoßen sollen. Das Residenzprogramm wird von der Bundesregierung, der Alfried Krupp von Bohlen und Halbach-Stiftung und weiteren Stiftungen gefördert.

#### Kulturstiftung Ruhr
1984 gründete Berthold Beitz, bis zu seinem Tod 2013 Vorsitzender der Alfried Krupp von Bohlen und Halbach-Stiftung, die Kulturstiftung Ruhr. Diese will laut Satzung „dem kulturellen Leben im Ruhrgebiet neue Impulse geben und Maßstäbe und Ziele setzen“. Nach dem Willen des Stifters sollte ihre Gründung „das Ruhrgebiet wieder enger mit den internationalen geistigen Kraftfeldern verbinden“, „erneut seine Tradition als bedeutende Kulturlandschaft bestätigen“ und damit jene Resignation zu überwinden helfen, die das geistige Leben in den Industriegroßstädten in den 1980er Jahren zu lähmen begann. Die Kulturstiftung Ruhr versteht sich daher als Initiatorin wie als Trägerin künstlerischer und kultureller Aktivitäten, in erster Linie bedeutender kunst- und kulturgeschichtlicher Ausstellungen.

#### Schwerpunkt deutsch-jüdische Verständigung
Seit Beginn unterstützt die Stiftung Vorhaben, die sich der deutsch-jüdischen Verständigung widmen und sich für ein besseres Verständnis der jüdischen Kultur in Deutschland und für eine fundierte Beschäftigung mit der deutschen Geschichte in der Zeit des Nationalsozialismus einsetzen. Neben größeren Projekten, wie z. B. der Förderung des Jüdischen Museums Berlin, der Einrichtung der „Ignatz-Bubis-Stiftungsprofessur für Religion, Geschichte und Kultur des europäischen Judentums“ an der Hochschule für Jüdische Studien in Heidelberg und einem Forschungsvorhaben zum Pontifikat Pius XII werden auch z. B. Schulprojekte zu den Themen Holocaust, Antisemitismus und Rassismus unterstützt.

### Wissenschaft
Im Bereich der Förderung von Wissenschaft und Lehre konzentriert sich die Stiftung auf eigene Stipendien- und Förderprogramme sowie auf ausgewählte Modellvorhaben von Hochschulen und wissenschaftlichen Einrichtungen. Der Fokus liegt auf der Förderung des wissenschaftlichen Nachwuchses. Während der Alfried-Krupp-Förderpreis besonders begabte junge Wissenschaftler unterstützt, sind die Stipendienprogramme für den akademischen Nachwuchs konzipiert.

#### Alfried-Krupp-Wissenschaftskolleg Greifswald
Im Juni 2000 hat die Stiftung gemeinsam mit dem Land Mecklenburg-Vorpommern und der Ernst-Moritz-Arndt-Universität Greifswald die Stiftung Alfried-Krupp-Kolleg Greifswald gegründet. Stiftungszweck ist die Förderung von Wissenschaft und Forschung an der Universität Greifswald. Das Kolleg soll Forschungsschwerpunkte der Universität Greifswald fördern, Wissenschaftler verschiedener Disziplinen zu gemeinsamer Arbeit an Schwerpunktthemen zusammenbringen, fächerübergreifende Forschungsvorhaben betreiben, die internationalen Wissenschaftsbeziehungen mit dem Schwerpunkt Ostseeregion pflegen und Nachwuchswissenschaftler fördern. Die wissenschaftlichen Aktivitäten des Alfried Krupp Wissenschaftskollegs Greifswald beruhen im Wesentlichen auf vier Säulen: das Alfried Krupp Fellows-Programm, das Tagungsprogramm, das Vortragsprogramm und das im Jahr 2012 gegründete Junge Kolleg Greifswald.

#### The Krupp-Foundation Fellowship for Visiting Student Researchers at Stanford
Die Alfried Krupp von Bohlen und Halbach-Stiftung und die Stanford University möchten einen Beitrag zur Vertiefung der deutsch-amerikanischen Wissenschaftsbeziehungen leisten und haben hierzu gemeinsam das Krupp-Foundation Fellowship for Visiting Student Researchers at Stanford eingerichtet. Im Rahmen dieses Programms vergibt die Krupp-Stiftung drei Forschungsstipendien an deutsche Promovierende im Bereich der Geisteswissenschaften, um ihnen im Rahmen ihres Dissertationsvorhabens einen Aufenthalt an der Stanford University zu ermöglichen. Ziel des Programms ist es, hervorragende Nachwuchswissenschaftler in ihrer wissenschaftlichen Weiterentwicklung zu fördern und sie beim Aufbau eines internationalen Netzwerks zu unterstützen.

#### Stiftungsprofessuren
Seit 1975 hat die Alfried Krupp von Bohlen und Halbach-Stiftung mehr als 20 Stiftungsprofessuren eingerichtet, u. a. an der Harvard University, Ruhr-Universität Bochum oder Universität Tiflis. Für einen begrenzten Zeitraum (in der Regel 5 Jahre) werden Personal- und Sachkosten für eine Stiftungsprofessur übernommen, bis diese Stelle von der Hochschule fortgeführt wird.

### Bildung
Das Anliegen der Stiftung im Bereich der Bildung ist die Förderung und Unterstützung der Entwicklung von Schülern und Studierenden. Mit den Alfried Krupp-Schülerstipendien für Betriebspraktika im Ausland für Essener Schüler, der Einrichtung eines Schulmedienzentrums und der Förderung von Schülerlaboren soll die Ausbildung junger Menschen verbessert werden.

#### Alfried Krupp-Schülerlabor
Als eine der ersten Universitäten in Deutschland hat die Ruhr-Universität Bochum mit Unterstützung der Stiftung das Alfried Krupp-Schülerlabor der Wissenschaften eingerichtet, in dem sowohl das Schülerlabor für Natur- und Ingenieurwissenschaften als auch das Schülerlabor für Geistes- und Gesellschaftswissenschaften untergebracht sind. Schüler aller Altersstufen werden dort praxisnah an die Methoden wissenschaftlichen Arbeitens herangeführt. In Remscheid entstand in Räumen des Deutschen Röntgen-Museums das Schülerröntgenlabor RöLab, das Heranwachsende mit der Technik bildgebender Verfahren vertraut macht. 2021 wurde das deutschlandweit erste Laborprojekt im Bereich der Bildenden Kunst und Musik angekündigt: Die Stiftung und die Folkwang Universität der Künste gründeten das Alfried Krupp Schülerlabor der Künste, das im Mai 2022 an den Start gegangen ist.

#### Alfried-Krupp-Schülerstipendien für Betriebspraktika im Ausland
Mit eigenen Programmen und zahlreichen Einzelvorhaben hat die Stiftung insbesondere Schulen in Essen und im Ruhrgebiet gefördert. Speziell für Schüler an Essener Schulen wurde 1997 das Programm Alfried Krupp-Schülerstipendien für Betriebspraktika im Ausland eingerichtet. Diese werden alljährlich zum Schuljahresbeginn neu ausgeschrieben. Bis heute haben 1.165 Schüler teilgenommen.

### Gesundheitswesen
Alfried Krupp Krankenhaus
Die Anfänge des Krankenhauses gehen auf das von Alfred Krupp im Kriegsjahr 1870 gegründete Lazarett zurück. Aus bescheidenen, zunächst nur auf die Mitarbeitenden des Unternehmens beschränkten Anfängen hatten sich rund 50 Jahre später die in Essen sprichwörtlich gewordenen „Kruppschen Krankenanstalten“ entwickelt. Sie standen seit den 1920er Jahren nicht nur den Mitarbeitenden der Firma Fried. Krupp, sondern auch Nichtwerksangehörigen offen. Im Rahmen seiner Sozialleistungen blieb das Unternehmen jedoch weiterhin Träger des Krankenhauses. Die Stiftung hat die Kruppschen Krankenanstalten im Jahr 1971 übernommen und im Sinne der 100-jährigen gemeinwohlorientierten Tradition zu einem der modernsten und leistungsfähigsten Krankenhäuser in Deutschland weiterentwickelt. Das heutige Alfried Krupp Krankenhaus verfügt über zwei Standorte in den Essener Stadtteilen Rüttenscheid und Steele und bietet eine umfassende medizinische und pflegerische Versorgung.
Das Alfried Krupp Krankenhaus am Standort Rüttenscheid wurde auf Initiative der Alfried Krupp von Bohlen und Halbach-Stiftung im Jahre 1980 neu errichtet. Die Klinik ist ein akademisches Lehrkrankenhaus der Universität Duisburg-Essen.
Der Standort Essen-Steele (ehemals Lutherhaus Steele) steht im medizinischen Verbund mit dem Alfried Krupp Krankenhaus Rüttenscheid, ist aber rechtlich selbstständig. 1972 wurde das heutige Krankenhausgebäude am Hellweg in Betrieb genommen. 1996 wurde in einem neu errichteten separaten Gebäude das heutige Hospiz eröffnet. Zum 1. Januar 2008 erwarb die Alfried Krupp von Bohlen und Halbach Krankenhaus gGmbH alle Geschäftsanteile der Evangelisches Krankenhaus Lutherhaus gGmbH.
Insgesamt verfügt das Alfried Krupp Krankenhaus an beiden Standorten über 14 Fachkliniken und 20 zertifizierten Zentren mit rund 850 Betten und 2.500 Mitarbeitenden. Die Alfried Krupp von Bohlen und Halbach-Stiftung ist Trägerin der Alfried Krupp von Bohlen und Halbach Krankenhaus gemeinnützige GmbH. Das Alfried Krupp Krankenhaus Steele, die Evangelisches Krankenhaus Lutherhaus gemeinnützige GmbH, ist Tochter des Alfried Krupp Krankenhauses Rüttenscheid und steht damit ebenfalls unter dem Dach der Stiftung.

### Sport
Die Segelyacht Germania VI, der Jugend- und Vereinssport in der Region Essen sowie die Unterstützung der sportwissenschaftlichen Forschung sind Förderschwerpunkte der Stiftung im Satzungsbereich Sport. Insbesondere die Förderung der Bewegung von Kindern und Jugendlichen ist ein zunehmend wichtiges gesellschaftliches Thema. Die Stiftung hat deshalb in Zusammenarbeit mit der Universität Duisburg-Essen ein niederschwelliges Fortbildungscurriculum zur Bewegungsförderung für den Kita- und Grundschulalltag entwickelt.

#### Deutscher Kinder- und Jugendsportbericht
Seit 2003 initiiert und publiziert die Stiftung den Deutschen Kinder- und Jugendsportbericht. Der im Oktober 2020 veröffentlichte Vierte Deutsche Kinder- und Jugendsportbericht ist mit den Themen „Gesundheit, Leistung und Gesellschaft“ überschrieben, beschreibt die aktuelle Situation im Kinder- und Jugendsport und deckt Forschungslücken auf. Die Stiftung hat dazu mehrfach Dissertationsstipendien im Bereich der Sportwissenschaft vergeben. Ausgehend von dem Bericht hat die Krupp-Stiftung eine vom Essener Sportbund (ESPO) getragene Initiative ins Leben gerufen, die nun schon in zweiter Runde zehn Essener Sportvereine dabei unterstützt, Strukturen zu schaffen und Vereinsakteure zu schulen, um sexualisierte Gewalt im Kinder- und Jugendsport vorzubeugen.

#### Germania VI
Die Germania VI ist eine Segelyacht vom Typ Bermuda-Yawl, die im Jahr 1963 für Alfried Krupp von Bohlen und Halbach als erste ganz geschweißte Aluminium-Yacht der Welt auf der Bootswerft Abeking & Rasmussen in Lemwerder bei Bremen unter der Baunummer 5895 gebaut wurde. Nach dem Tod von Alfried Krupp im Jahr 1967 war die Zukunft der Yacht zunächst ungewiss. Im Jahr 1971 übernahm die Stiftung gemäß einer Übereinkunft zwischen Arndt von Bohlen und Halbach, und dem Vorsitzenden des Kuratoriums der Krupp-Stiftung, Berthold Beitz die Yacht für einen symbolischen jährlichen Charterbetrag von 2.000 DM. Die laufenden Unterhaltskosten wurden auch von der Stiftung getragen. Im Jahr 1979 erwarb die Krupp-Stiftung die Yacht zum symbolischen Kaufpreis von 1 DM. Heute wird die Germania als Ausbildungsschiff eingesetzt. Jedes Jahr werden bis zu 120 junge segelbegeisterte Menschen im Hochseesegeln ausgebildet.

### Seenotrettung
Die beiden Seenotkreuzer Alfried Krupp und Berthold Beitz der Deutschen Gesellschaft zur Rettung Schiffbrüchiger wurden maßgeblich durch Zuwendungen der Stiftung finanziert.

### Aufarbeitung des Verhältnisses von Alfried Krupp zum Nationalsozialismus
2022 beauftragte die Stiftung den Historiker Eckart Conze mit der wissenschaftlichen Aufarbeitung der Rolle von Alfried Krupp in der NS-Zeit. Als Ergebnis wurde im Juli 2023 eine Studie veröffentlicht, in der festgehalten wird, dass kein schriftliches oder mündliches Bekenntnis von ihm zum Nationalsozialismus überliefert ist, aber ebenso kein Bedauern über seine Rolle in der damaligen Zeit. Das Rechercheprojekt hat Quellen zutage gefördert, die in einer zweiten Projektphase im Rahmen der weiteren Forschung ausgewertet werden.
2024 startete die zweite Projektphase, die sich der vertiefenden Erforschung basierend auf den Ergebnissen sowie identifizierten Quellen des ersten Projektabschnitts widmet. Das Ziel ist ein multiperspektivischer Sammelband, der von acht Autorinnen und Autoren erarbeitet und auch in englischer Sprache erscheinen wird. Herausgegeben wird die Publikation von der Gesellschaft für Unternehmensgeschichte (GUG). Begleitend wird eine digitale Anwendung erarbeitet mit dem Ziel, das Thema möglichst barrierearm und ortsunabhängig zu vermitteln und insbesondere auch junge Zielgruppen zu erreichen.

## Stipendien- und Förderprogramme
Die Stiftung hat seit ihrer Gründung verschiedene Stipendien- und Förderprogramme aufgelegt, unter anderem:
- China-Stipendien-Programm[94]
- Stipendienprogramm für chinesische und deutsche Nachwuchsjournalisten[95]
- Stipendienprogramm Zeitgenössische deutsche Fotografie[96]
- Stipendienprogramm Museumskuratoren für Fotografie[97]
- Thomas Mann Fellowships
- The Krupp-Foundation Fellowship for Visiting Student Researchers at Stanford
- Alfried Krupp-Schülerstipendien für Betriebspraktika im Ausland
- Stipendienprogramm Metropolen in Osteuropa[98]
- Promotionsstipendium Alte und Ältere Kunst Afrikas[99]
- Förderpreis Kataloge für junge Künstler[100]
- Krupp Internship Program for Stanford Students in Germany[101]

## Preise

### Alfried Krupp-Förderpreis
Seit 1986 verleiht die Stiftung jährlich den Alfried Krupp-Förderpreis an Natur- oder Ingenieurwissenschaftler. Gefördert werden können Wissenschaftler, die erstmals an einer wissenschaftlichen Hochschule in Deutschland eine Professur angetreten haben. Der Preis war bis 2024 mit 1 Mio. € dotiert, verteilt auf fünf Jahre. Seit 2025 ist der Förderpreis mit 1,1 Mio. € dotiert. Die Mittel können für Personalkosten von Mitarbeitern und Stipendiaten, Sach- und Reisemittel zur Unterstützung von Forschungsarbeiten sowie zur fachbezogenen persönlichen Verwendung genutzt werden. 2024 wurde der Förderpreis zum 44. Mal verliehen.

### Alfried-Krupp-Wissenschaftspreis
Der Alfried-Krupp-Wissenschaftspreis wurde im Jahr 1998 in Erinnerung an den Stifter eingerichtet. Der mit jeweils 52.000 Euro dotierte Preis wurde bis 2006 alle zwei Jahre an Wissenschaftler in den Geistes-, Rechts- und Wirtschaftswissenschaften sowie den Natur- und Ingenieurwissenschaften vergeben.